# 尼科·罗斯伯格
尼可·埃里克·羅斯堡（德語：Nico Erik Rosberg，1985年6月27日—），德國赛车手，一屆一級方程式世界車手冠軍。他與他的父親科克·罗斯伯格是一級方程式史上第二對父子檔的世界冠軍。
羅斯堡在2006至2009年間效力於威廉斯車隊，以及在2010年至2016年間效力梅赛德斯車隊。出生於德國的羅斯堡以德國籍參賽一級方程式賽車，他的早年生涯也曾短暫以芬蘭籍參賽。羅斯堡持有雙重國籍；雖然他精通五種語言（德語、英語、標準法語 、義大利語、標準西班牙語），但卻對芬蘭語一竅不通。
羅斯堡曾在2005年效力於ART大獎賽車隊時贏得GP2系列賽冠軍，也曾為他父親柯克·罗斯伯格的車隊羅斯堡車隊出賽三級方程式歐洲系列賽。羅斯堡在2006年登上一級方程式賽車賽場，加入他父親過往贏得1982年冠軍時效力的威廉斯車隊。
2010年，羅斯堡加入了由梅賽德斯收購的布朗GP車隊組成的梅賽德斯車隊，來到了他職業生涯的最高峰。他在這段時期，取得23座分站冠軍及30次桿位，並贏得2016年車手世界冠軍。他更成為歷史上第四位連續三年贏得摩納哥大獎賽的車手，以及歷史上第四名連續取得七座分站冠軍的車手。
2016年7月，羅斯堡與梅賽德斯車隊簽下一份新的合約，將續留該隊至2018年賽季結束。他在經過阿布達比站與路易斯·漢米爾頓的激烈纏鬥後，贏得世界冠軍，並成為戴蒙·希爾後第二位拿下世界冠軍的前世界冠軍之子。他更成為首位在德國車隊駕駛德國引擎車輛，贏得世界冠軍的德國一級方程式賽車車手。他在2016年12月2日宣布從一級方程式賽車退役。

## 早年與個人生活
羅斯堡生於西德黑森威斯巴登；1982年一級方程式賽車世界冠軍芬兰人柯克·罗斯伯格與其德國妻子西娜（Sina）之子。羅斯堡在他的父親駕駛威廉斯贏得1985年底特律大獎賽後四日誕生。他大半的青年時期與家人生活於摩納哥，且至今仍居住於此。尼可持有德國與芬蘭雙重國籍，他也曾在他早年職業生涯的不同階段中，以芬蘭與德國兩種國籍出賽。而他現在則是以持有的德國護照參加所有的國際汽聯世界錦標賽。羅斯堡在2014年7月11日與他的青梅竹馬及長期未婚妻薇薇安·西伯爾德（Vivian Sibold）結婚。

## 早年職業生涯

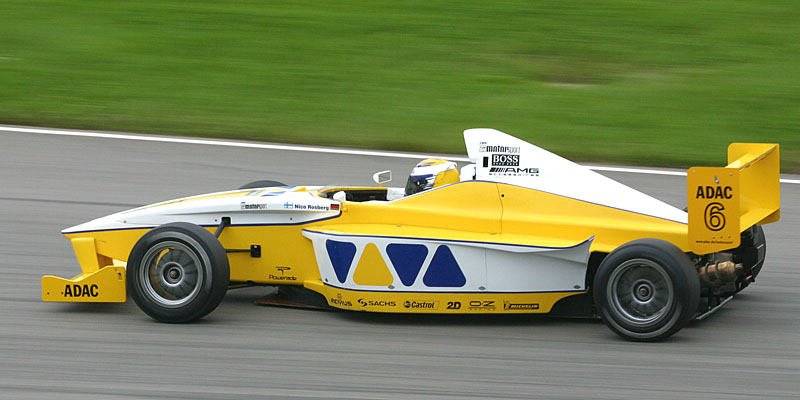
羅斯堡贏得2002年德國寶馬方程式錦標賽冠軍，這是他賽車生涯中的一個重要里程碑。

### 初階方程式時代（1996年–2004年）
1996年，羅斯堡十歲的時候開始參加卡丁車賽，轉戰於歐洲和北美；之後，他在2000年與路易斯·漢米爾頓成為了隊友。羅斯堡於2001年升級到最高層級的世界卡丁車錦標賽。接著在2002年轉戰德國寶馬方程式，在二十戰中取得九勝的成績，並且取得該年度冠軍。他的表現使他獲得進入他父親在三級方程式歐洲系列賽車隊的機會。羅斯堡在此表現不錯，並一直待到2004年。到了2004年初，他獲得了為一級方程式賽車威廉士車隊測試的機會。

### GP2（2005年）
羅斯堡獲得進入倫敦帝國學院研讀空氣動力學課程的機會；不過他拒絕了，並在2005年加入ART大獎賽車隊參加全新的GP2系列賽。他最後擊敗了海基·科瓦萊寧拿下第一屆GP2總冠軍。

## 一級方程式

### 威廉士車隊時代（2006年–2009年）

#### 2006年

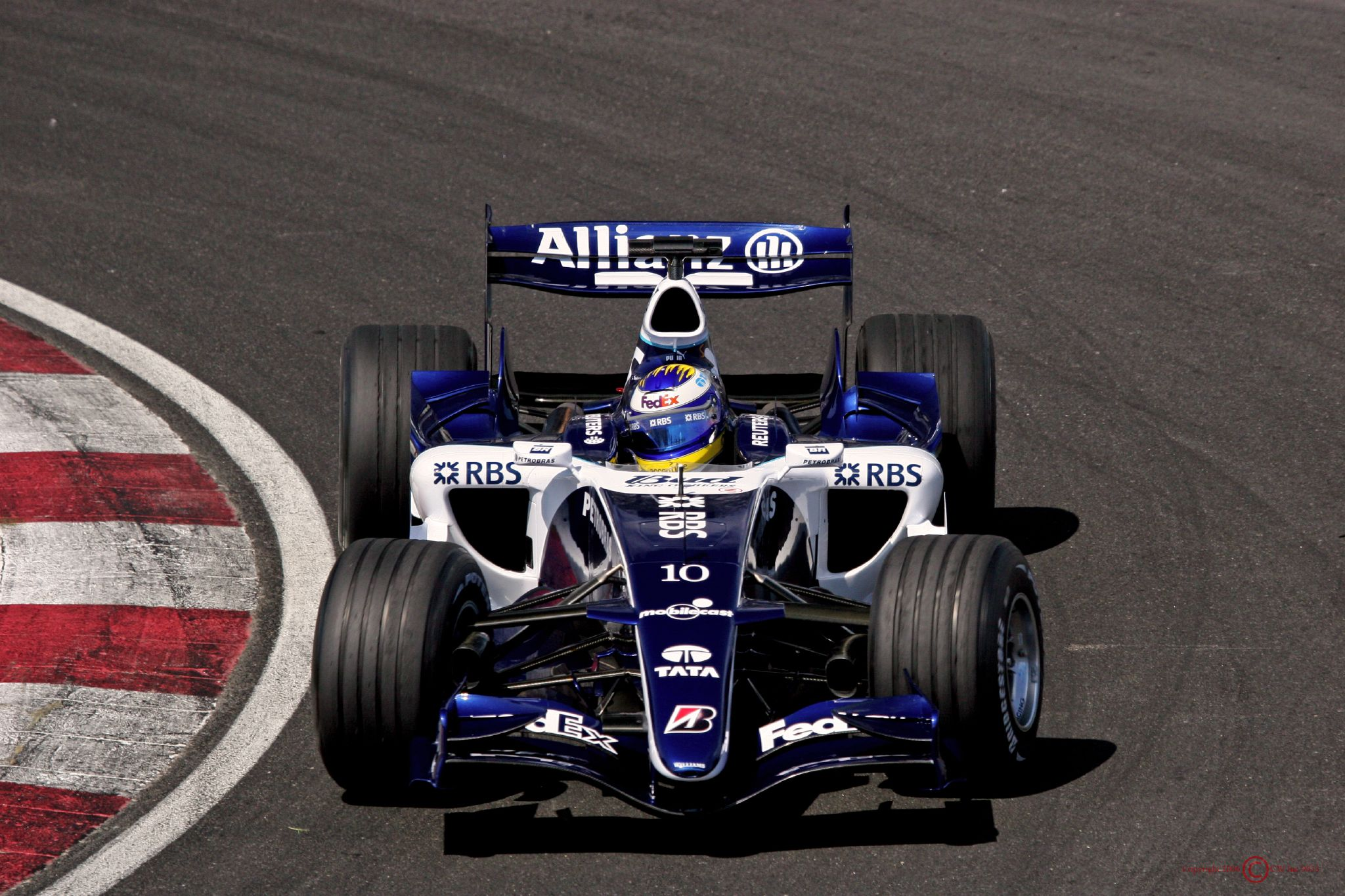
羅斯堡於2006年加拿大大獎賽

羅斯堡於2005年末被正式證實成為威廉斯車隊2006年賽季的車手。開幕戰巴林大奖赛羅斯堡取得第七位成績，並且拿下最快圈速，成為F1史上最年輕取得最快圈速的車手，第二站马来西亚大奖赛的排位賽又取得第三位的好成績，但該年度威廉士車隊失去寶馬引擎之後競爭力已經大幅衰弱，全年十八站羅斯堡共有九場比賽退賽，僅僅取得四分積分。

#### 2007年

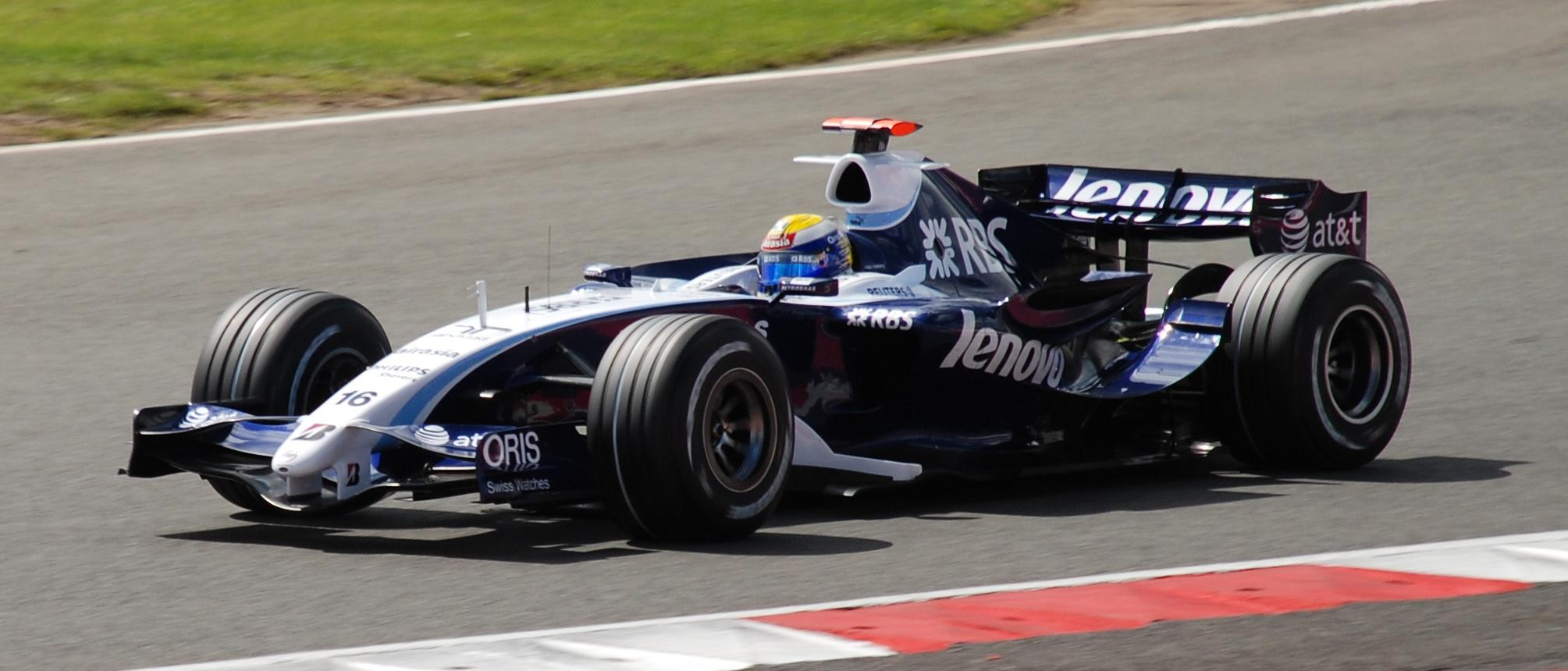
羅斯堡於2007年英國大獎賽

2007年，威廉士車隊改用豐田引擎，可靠性大幅提昇，羅斯堡全年只有三次退賽紀錄，取得了二十分的積分，以及年度第九名的成績，但對一個備受期待的新人來說，只能算是差強人意。賽季結束後，曾有傳言羅斯堡會轉會迈凯伦车队去接替離隊的費爾南多·阿隆索的位置，但最終位置被科瓦萊寧取代。

#### 2008年
2008年，開幕戰澳大利亞大獎賽羅斯堡取得第三名成績，首度登上頒獎台，全年兩度名列三甲。季中，羅斯堡的去留再度受到矚目，但最終羅斯堡仍然決定再留下一年。

#### 2009年

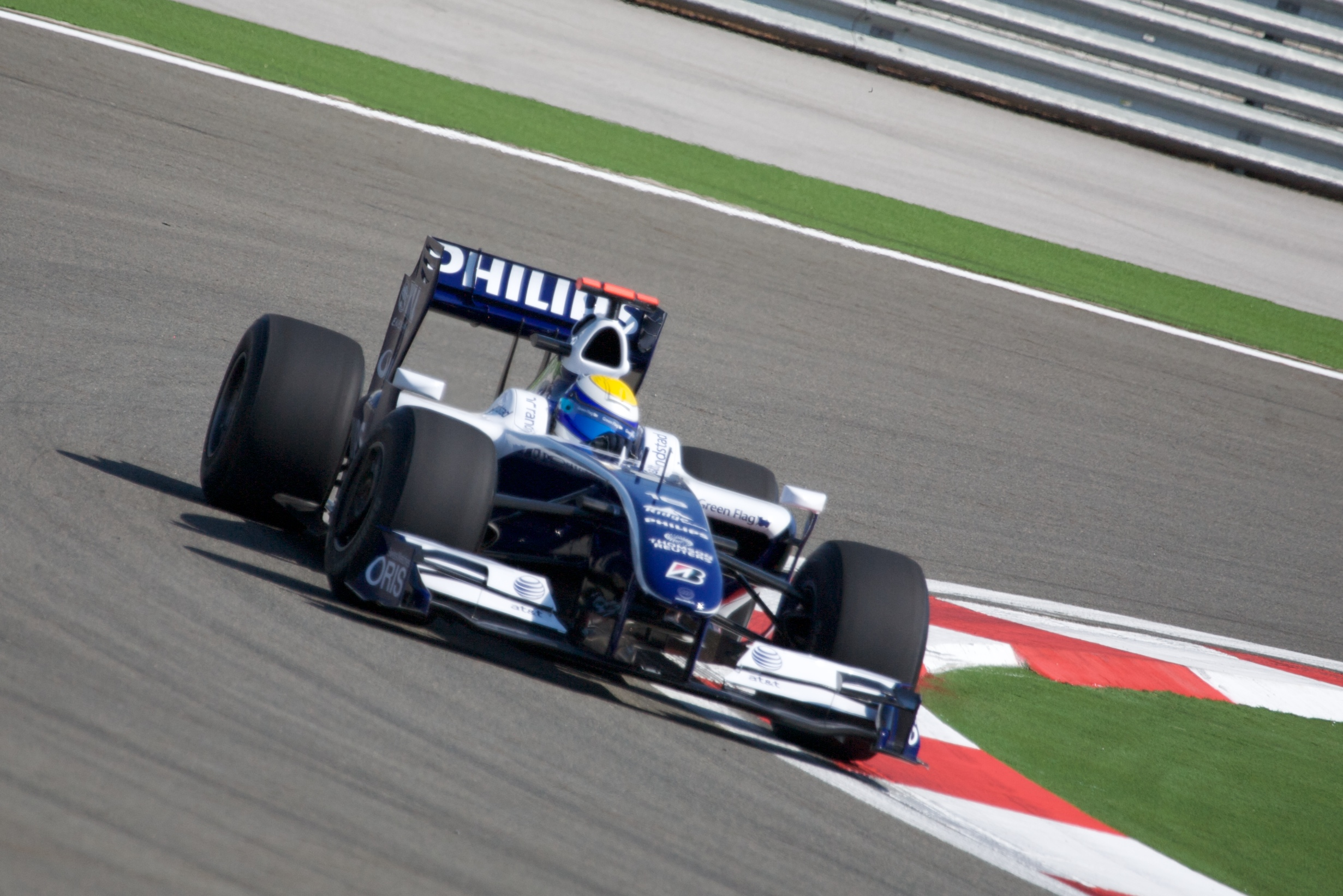
羅斯堡於2009年土耳其大獎賽駕駛著一輛威廉斯

2009年，本年度羅斯堡創下了跨賽季連續二十七站完賽紀錄，打破了麥可·舒馬克的連續二十四站完賽紀錄。季中，羅斯堡曾經連續八站取得積分，對當時的威廉士車隊來說已經是十分難得的成績。當時，威廉士車隊早已淪為中小型的私人車隊，難以再讓羅斯堡取得突破。賽季終了，羅斯堡轉會剛剛收購年度車隊及車手冠軍布朗車隊的梅赛德斯車隊，他也是車隊所簽下的首位車手。

### 梅赛德斯車隊時代（2010年–2016年）

#### 2010年
2010年，羅斯堡轉會梅赛德斯車隊的第一個賽季，羅斯堡迎來了他的隊友，卻是闊別四季再度復出的七屆世界冠軍舒馬克，這項消息震撼了車壇，也掩蓋了羅斯堡的光芒，但開幕戰羅斯堡就擊敗了舒馬克，並且在賽季中大部分的比賽取得對戰優勢，賽季末羅斯堡的積分幾乎是舒馬克的兩倍，全年共三次站上頒獎台，年度排名升到第七名。

#### 2011年
2011年，儘管車隊能夠穩定拿分，卻反而沒有登上過一次頒獎台，不過本年度積分羅斯堡仍然擊敗了舒馬克，年度排名仍然是第七名。

#### 2012年
2012年，第三戰中國站，羅斯堡終於取得七年來第一個杆位，以及第一座分站冠軍，在摩納哥站也以第二名站上頒獎台。梅赛德斯車隊三年來一直受制於輪胎問題，無法在正賽中保持速度。該年羅斯堡在積分排名僅能以第九名坐收。

#### 2013年
2013年賽季，羅斯堡依然待在梅賽德斯車隊，而他的隊友麥可·舒馬克宣布退役，新的隊友則是以三年合約轉會加盟的路易斯·漢米爾頓。在摩納哥大獎賽上，羅斯堡獲得桿位並在正賽贏得冠軍，剛好他的父親柯克·羅斯堡30年前也贏得該分站。在英國大獎賽，也贏得的本季第二次冠軍以及F1生涯第三勝。另外，在印度大獎賽跟阿布達比大獎賽連續站上頒獎台，分別為第二及第三名。該賽季羅斯堡拿下171分，在車手排行第6，他的隊友路易斯·漢米爾頓則是189分。

#### 2015年
羅斯堡在該賽季獲得了車手總亞軍。

#### 2016年
罗斯伯格在该赛季获得了车手总冠军。12月2日，罗斯伯格在个人Facebook上发文宣布退役。

### 退役后
2017年9月，有报道称罗斯伯格将加入波兰车手罗伯特·库比卡的团队，他将帮助波兰人重返一级方程式赛事。

## 賽車生涯成績

### GP2系列賽成績
| 赛季 | 车队           | No.  | 参赛者 | 杆位 | 获胜 | 积分  | 年终排名 |
| 2005 | ART Grand Prix | 09个 | 23个   | 5个  | 5次  | 120分 | 冠军     |

### 一級方程式賽車成绩
（圖例）（粗体显示为获得杆位；斜体显示为最快圈速）
| 賽季   | 车队                    | 底盘                  | 引擎                          | 1      | 2      | 3       | 4      | 5      | 6      | 7      | 8     | 9      | 10     | 11    | 12     | 13     | 14     | 15     | 16       | 17     | 18       | 19     | 20      | 21   | 排名 | 积分 |
| ------ | ----------------------- | --------------------- | ----------------------------- | ------ | ------ | ------- | ------ | ------ | ------ | ------ | ----- | ------ | ------ | ----- | ------ | ------ | ------ | ------ | -------- | ------ | -------- | ------ | ------- | ---- | ---- | ---- |
| 2006年 | 威廉斯F1車隊            | 威廉斯FW28            | 考斯沃斯CA2006 2.4 V8         | 巴林 7 | 马 Ret | 澳 Ret  | 圣 11  | 欧 7   | 西 11  | 摩 Ret | 英 9  | 加 Ret | 美 9   | 法 14 | 德 Ret | 匈 Ret | 土 Ret | 意 Ret | 中 11    | 日 10  | 巴西 Ret |        |         |      | 第17 | 4    |
| 2007年 | AT&T威廉斯車隊          | 威廉斯FW29            | 豐田RVX-08 2.4 V8             | 澳 7   | 马 Ret | 巴林 10 | 西 Ret | 摩 12  | 加 10  | 美 16  | 法 9  | 英 12  | 欧 Ret | 匈 7  | 土 7   | 意 6   | 比 6   | 日 Ret | 中 16    | 巴西 5 |          |        |         |      | 第9  | 20   |
| 2008年 | AT&T威廉斯車隊          | 威廉斯FW30            | 豐田RVX-08 2.4 V8             | 澳 3   | 馬 14  | 巴林 8  | 西 Ret | 土 8   | 摩 Ret | 加 10  | 法 16 | 英 9   | 德 10  | 匈 14 | 欧 8   | 比 12  | 14     | 新 2   | 日 11    | 中 15  | 巴西 12  |        |         |      | 第13 | 17   |
| 2009年 | AT&T威廉斯車隊          | 威廉斯FW31            | 豐田RVX-09 2.4 V8             | 澳 6   | 馬 8‡  | 中 15   | 巴林 9 | 西 8   | 摩 6   | 土 5   | 英 5  | 德 4   | 匈 4   | 欧 5  | 比 8   | 16     | 新 11  | 日 5   | 巴西 Ret | 阿 9   |          |        |         |      | 第7  | 34.5 |
| 2010年 | 梅賽德斯GP馬石油F1車隊  | 梅赛德斯MGP W01       | 梅賽德斯FO 108X 2.4 V8        | 巴林 5 | 澳 5   | 馬 3    | 中 3   | 西 13  | 摩 7   | 土 5   | 加 6  | 欧 10  | 英 3   | 德 8  | 匈 Ret | 比 6   | 5      | 新 5   | 日 16    | 韓 Ret | 巴西 6   | 阿 4   |         |      | 第7  | 142  |
| 2011年 | 梅賽德斯GP馬石油F1車隊  | 梅赛德斯MGP W02       | 梅賽德斯FO 108Y 2.4 V8        | 澳 Ret | 馬 12  | 中 5    | 土 5   | 西 7   | 摩 11  | 加 11  | 欧 7  | 英 6   | 德 7   | 匈 9  | 比 6   | Ret    | 新 7   | 日 10  | 韩 8     | 印 6   | 阿 6     | 巴西 7 |         |      | 第7  | 89   |
| 2012年 | 梅賽德斯AMG馬石油F1車隊 | 梅赛德斯W03           | 梅賽德斯FO 108Z 2.4 V8        | 澳 12  | 馬 13  | 中 1    | 巴林 5 | 西 7   | 摩 2   | 加 6   | 欧 5  | 英 16  | 德 10  | 匈 10 | 比 11  | 7      | 新 5   | 日 Ret | 韩 Ret   | 印 11  | 阿 Ret   | 美 13  | 巴西 15 |      | 第9  | 93   |
| 2013年 | 梅賽德斯AMG馬石油F1車隊 | 梅赛德斯W04           | 梅赛德斯FO 108F 2.4 V8        | 澳 Ret | 马 4   | 中 Ret  | 巴林 9 | 西 6   | 摩 1   | 加 5   | 英 1  | 德 9   | 匈 19† | 比 4  | 6      | 新 4   | 韩 7   | 日 8   | 印 2     | 阿 3   | 美 9     | 巴西 5 |         |      | 第6  | 171  |
| 2014年 | 梅賽德斯AMG馬石油F1車隊 | 梅賽德斯W05 Hybrid    | 梅賽德斯PU106A Hybrid 1.6 V6t | 澳 1   | 马 2   | 巴林 2  | 中 2   | 西 2   | 摩 1   | 加 2   | 奥 1  | 英 Ret | 德 1   | 匈 4  | 比 2   | 2      | 新 Ret | 日 2   | 俄 2     | 美 2   | 巴西 1   | 阿 14  |         |      | 亞軍 | 317  |
| 2015年 | 梅賽德斯AMG馬石油F1車隊 | 梅賽德斯F1 W06 Hybrid | 梅賽德斯PU106B Hybrid 1.6 V6t | 澳 2   | 馬 3   | 中 2    | 巴林 3 | 西 1   | 摩 1   | 加 2   | 奧 1  | 英 2   | 匈 8   | 比 2  | 17†    | 新 4   | 日 2   | 俄 Ret | 美 2     | 墨 1   | 巴西 1   | 阿 1   |         |      | 亞軍 | 322  |
| 2016年 | 梅賽德斯AMG馬石油F1車隊 | 梅賽德斯F1 W07 Hybrid | 梅賽德斯PU106C Hybrid 1.6 V6t | 澳 1   | 巴林 1 | 中 1    | 俄 1   | 西 Ret | 摩 7   | 加 5   | 歐 1  | 奧 4   | 英 3   | 匈 2  | 德 4   | 比 1   | 1      | 新 1   | 馬 3     | 日 1   | 美 2     | 墨 2   | 巴西 2  | 阿 2 | 冠軍 | 385  |

‡由於未能完成原定賽程的75%，車手只有一半分數。
†未完赛，但已完成赛事总里程的90%。